# ホーソーン (カリフォルニア州)
ホーソーン（ホーソン 英: Hawthorne）は、アメリカ合衆国カリフォルニア州ロサンゼルス郡南西部の都市。人口は8万8083人（2020年）。ロサンゼルス国際空港の南東5㎞に位置している。

## 地理
市の北側ではイングルウッド市と非法人地域のレノックスに接している。東側ではガーデナ市と非法人地域のアセンズに接している。南側ではローンデール市、レドンドビーチ市、非法人地域のアロンドラパークと接している。
マンハッタンビーチ市とは南西端の一角でわずかに接しており、西側ではエルセグンド市と接している。非法人地域のデルエアーは、ホーソーンの西部の市境に沿って、三方をホーソーンに囲まれている。
州間高速道路105号線（センチュリー・フリーウェイまたはグレン・アンダーソン・フリーウェイとも）は市の北側の境界に沿って通っており、道路の中央部にはライトレールのグリーンラインが走っている。州間高速道路405号線（サンディエゴ・フリーウェイ）は市の西側の境界を通っている。
市内を東西に走る主要な道路はローズクランズ・アベニュー、エルセグンド・アベニュー、インペリアル・ハイウェイ等がある。南北に走る主要な道路はアビエーション・ブールバード、イングルウッド・アベニュー、ホーソーン・ブールバード、プレーリー・アベニュー、クレンショー・ブールバード、ヴァンネス・アベニュー等がある。

## 経済
ホーソーンには以下の企業がある。
- スペースXの本社（ホーソーン市営空港内）

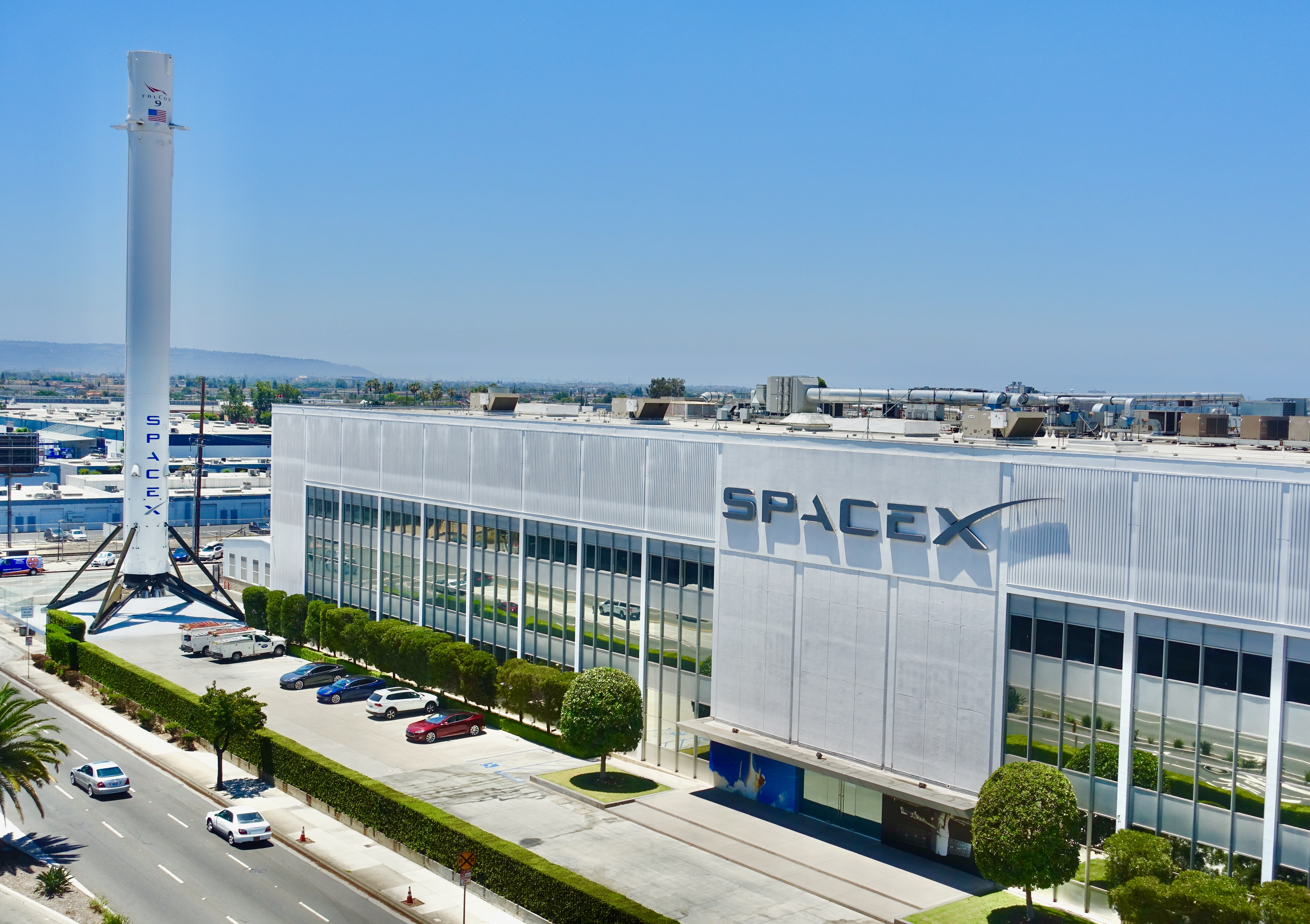
スペースX 本社

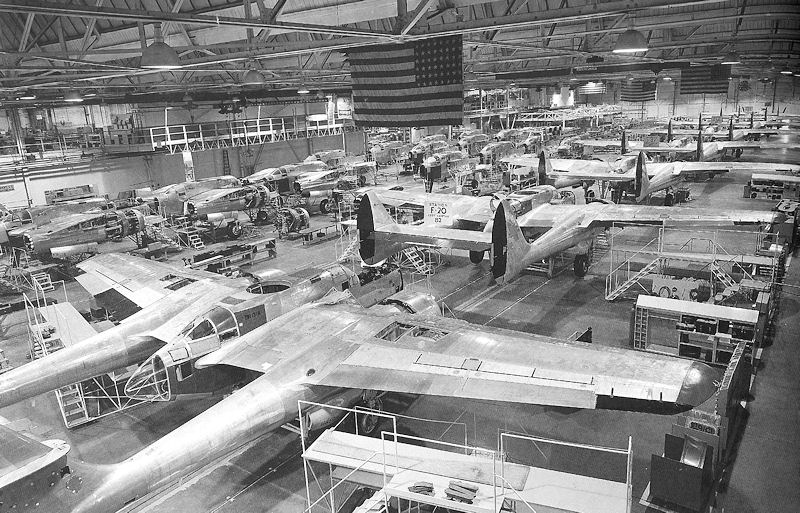
ノースロップ社で製造されたP-61（第二次世界大戦中）

- テスラ・モーターズの設計センター（ホーソーン市営空港内）
- センチュリー・メディア・レコード - ヘヴィメタルのレーベル
- ホーソーン・プラザ - ショッピングセンター
- ニュークリア・ブラスト米国本社
- OSIシステムズ -

ノースロップ社は1939年に設立され、ホーソーンに本社を置いた。第二次世界大戦中には主要な航空機製作会社となり、他の航空機製作会社の下請けとしても重要な地位となった。
ジャック・ノースロップは全翼機を発展させ、ついにはB-2 (航空機)を開発した。ノースロップはノースロップ・フィールド（現在のホーソーン空港）南部の施設でP-61 (航空機)の製造も行った。この施設は現在も航空機製作に使われており、ボーイング747、787の胴体部を生産している。

## 行政

### 地方行政
市の包括的年間財務報告書によると、市の歳入は1億2610万ドル、歳出は1億1320万ドル、総資産は2億2020万ドル、総債務額は1億5720万ドル、現金と投資額は2960万ドルとなっている。

### 郡、州、連邦政府
ロサンゼルス郡健康サービス局はイングルウッド市にカーティス・タッカー・ヘルスセンターを運営しており、ホーソーン市民も利用できる。
カリフォルニア州議会上院では第35選挙区に属し、民主党のスティーブン・ブラッドフォードが選出されている。また下院では第62選挙区に属し、民主党のオータム・バークが選出されている。連邦議会下院では州第43選挙区に属し、マキシン・ウォーターズが選出されている。クック投票動向指数では民主党+33である。
アメリカ合衆国郵便公社のホーソーン郵便局がイングルウッド・アベニュー12700番地にある。

## 教育
センチネラ・バレー統一高等学区
- ホーソーン高校
- レウジンゲル高校（ローンデール市）

ホーソーン学区

ワイズバーン学区
- ホアン・カブリロ小学校(幼稚園 - 2年生)
- ピーター・バーネット小学校（3年生 - 5年生）
- リチャード・ヘンリー・ダナ中学校（6年生 - 8年生）

ローンデール小学校区
- フランクリン・D・ルーズベルト-キット・カーソン小学校
- ウィル・ロジャース中学校（ローンデール市）

レノックス学区

ロサンゼルス統一学区
- シマロン小学校
- クレイ中学校（非法人地域）
- ワシントン市立高校（非法人地域）

ロサンゼルスコミュニティ・カレッジ学区
- ロサンゼルスサウスウェスト大学（非法人地域）
- エル・カミーノ大学

他に、ロサンゼルス郡教育局はサウスウェスト・デイ（5年生 - 12年生）を運営している。
ホーソーン数学科学アカデミーはホーソーン学区と提携しているチャーター・スクールの高校である。

## メディア
ホーソーン・プレス・トリビューンはホーソーン市のコミュニティ新聞である。

## 統計
以下は2010年国勢調査による人口統計データである 。
| 基礎データ - 人口: 84,293人 - 世帯数: 28,486 世帯 - 家族数: 19,559 家族 - 人口密度: 1,892.9人/km2（4,902.7人/mi2） - 住居数: 26,226 軒 - 住居密度: 533.8軒/km2（1,382.6 軒/mi2） - 持家: 26.8% - 賃貸: 73.2% - 空家 - 持家: 1.5% - 賃貸: 4.6% - 住人 - 持家: 30.7% - 賃貸: 68.7% 人種別人口構成 - 白人: 32.8%（ヒスパニックを除くと10.3％） - アフリカン・アメリカン: 27.7% - ネイティブ・アメリカン: 0.7% - アジア人: 6.7% - 太平洋諸島系: 1.2% - その他の人種: 26.3% - 混血: 4.7% - ヒスパニック・ラテン系: 52.9% | 年齢別人口構成 - 20歳未満: 24.0% - 18-24歳: 10.9% - 25-44歳: 25.2% - 45-64歳: 26.2% - 65歳以上: 13.8% - 年齢の中央値: 37.6歳 - 性比（女性100人あたり男性の人口） - 総人口: 91.9 - 18歳以上: 88.5 世帯と家族（対世帯数） - 18歳未満の子供がいる: 43.3% - 結婚・同居している夫婦: 38.0% - 未婚・離婚・死別女性が世帯主: 22.4% - 未婚・離婚・死別男性が世帯主: 8.3% - 結婚していない異性のカップル: 8.1% - 同性のカップル: 0.7% - 単身世帯: 25.0% - 65歳以上の老人1人暮らし: 5.0% - 平均構成人数 - 世帯: 2.94人 - 家族: 3.54人 収入と家計 - 収入の中央値（世帯）: 44,906 米ドル - 貧困線以下の人口: 18.9% |

## 気候
ホーソーンはロサンゼルス盆地の多くの地域と同じように、年間を通して過ごしやすい地中海性気候で知られており、以下のような特徴がある。
・8月が最も平均気温が高い。

・1961年に記録した44℃が今までの最高気温記録である。

・1月が最も平均気温が低い。

・1963年に記録した-9℃が今までの最低気温記録である。

・2月が最も平均降水量が多い。

ホーソーンはケッペンの気候区分では地中海性気候（海沿いではCsb、内陸部ではCsa）に分類される。年間を通じて日照に恵まれており、平均して日照日は263日、計測可能な降水日は35日のみである。
4月から11月は暑く乾燥し、日中の最高気温は 77-98°F (22-26℃)、最低気温は 44-60°F (10-17℃) となる。海の気温調節効果のため、ロサンゼルス内陸部よりも涼しく、32℃に達することは度々あるが、38℃に達することは稀である。
11月の終わりから3月にかけては、左のグラフに示されているように、多少雨が降る。
ロサンゼルス地域の微気候に典型的な現象の影響も受ける。内陸部と海岸部の温度差が10℃になることもあり、その温度勾配は1マイル当たり1°Fを超える。カリフォルニア州では晩春から初夏にかけて「ジューン・グルーム」あるいは「メイ・グレイ」と呼ばれる気象が起こり、午前中に深い霧が出るが、午後には日差しが覗くのが通常である。
年間平均降水量は15インチ (385 mm) であり、冬から春（11月から4月）にかけてはふつう弱い雨が降るが、時折雷雨を伴った激しい雨が降ることもある。1966年11月6日には竜巻が市内を襲ったという記録が初めて残された。ラモナ・アベニューの132番ストリートの交差点から140番ストリートの交差点にかけての約800ｍでは、竜巻によって深刻な被害が生じた。降雪は非常に稀だが、盆地ではあり得ないことではない。

## 著名な人物
ホーソーンはロックファンにとっては、ザ・ビーチ・ボーイズのオリジナルメンバーであるブライアン・ウィルソン、カール・ウィルソン、デニス・ウィルソンの出身地として知られている。このウィルソン三兄弟の少年時代の住居は1980年代後半、州間高速道路105号線を建設するために取り壊されたが、その住居は2005年5月、ビーチボーイズ歴史ランドマーク（カリフォルニア州第1041ランドマーク）に登録された。
- ジャック・ノースロップ[14] - ノースロップ社の設立者。
- マリリン・モンロー[15][16] - 女優。6歳までホーソーンで暮らしていた。
- ジム・ソープ[17][18] - スポーツ選手。ホーソーンに暮らしていたことがあり、彼の名がついた公園もある。
- ドモ・ジェネシス - ラッパーで、OFWGKTAの一員。ホーソーンで生まれた。
- タイラー・ザ・クリエイター - ラッパー、音楽プロデューサーで、OFWGKTAのリーダー。ホーソーンで生まれ、幼少期を過ごした。
- マイク・スコット[19] - 1986年にサイ・ヤング賞を獲得したMLBのピッチャー。ホーソーンで育ち、1973年にホーソーン高校を卒業した。
- ラッセル・ウェストブルック[20] - オクラホマシティ・サンダーに所属するバスケットボール選手。ホーソーンで育った。
- マイク・マーシュ - 陸上競技選手で、1992年バルセロナオリンピックの金メダリスト。ホーソーン高校ではトラック & フィールド競技の州記録を多く樹立した。
- ギャシ・ザーデス - サッカー選手で、アメリカ合衆国代表の一員。ホーソーンで生まれた。